# Мазальцево
Мазальцево— деревня в Смоленской области России, в Смоленском районе. Население – 335 жителей (2007 год). Расположена в западной части области в 22 км к северу от г. Смоленска, у автодороги Смоленск – Холм – Демидов, на берегу реки Ольшанка.
Входит в состав Стабенского сельского поселения. Автобусное сообщение со Смоленском. Улицы: Заречная, Колхозная, Мира, Набережная, Центральная; переулки: Колхозный 1-й, Колхозный 2-й, Мира, Центральный.

## История
В 1941 году в деревне действовала подпольная организация.

## Экономика
Сельхозпредприятие «Мазальцево», средняя школа, магазины, медпункт, почта, детсад, дом культуры.